# Битка код Рабана
Битка код Рабана била је борбено ангажовање у јесен 958. године у близини утврђења Рабан (у данашњем делу модерне Сирије)Византијске војске, предвођене од стране Јована Цимискија (касније цара између 969–976), против снага Хамданидског емирата Алепа под заповедништвом чувеног емира Саиф ел-Давла (владао. 945–967). Ова битка је била велика победа Византијаца, и умногоме је допринела паду војне моћи Хамданида, која се иначе почетком 950-тих показала као велики изазов за Византију.

## Позадина
У периоду од 945 до 967. год, Хамданидски емир Алепа ,Саиф ел Давла, био је најупорнији Византијски непријатељ на њеној источној граници, он је био опасан противник јер је на основу своје умешности успео да контролише већину Византијско-Муслиманских пограничних подручја(Тугур) и то захваљујући својој изузетној посвећености џихаду.Саиф ел Давла је већ предводио походе против Византијаца 938. и 940. године, али се то одиграло тек након успостављања његове велике области скоцентрисане око Алепа 945. године, након чега је почео да долази у сукобе са Византијом сваке наредне године почевши од тада.Упркос бројчаној предности коју су имали Византијци, Хамданидско изненадно појављивање отупело је византијску офанзиву која је трајала од средине 920-тих и која је већ уродила падом (ослобођењем) Малатије (934. год),Аршамашата(940. год), и Каликала(у 949. години.).
Његов главни непријатељ током прве деценије сталних сукоба био је Доместик Схола (главнокомандујући византијских снага) под Бардас Фоком. Након неколико почетних неуспеха, Саиф ел Давла брзо је успео да успостави своју премоћ, већ 935. год, успео је да тешко порази Бардаса у близини Мараша. Експедицијоне снаге које је предводио Бардас у наредне две године биле су такође поражене, омогућивши тиме Саиифу ел-Давли да поново утврди своје подручје фронта и ојача(осигура) га од даљих византијских напада. Користио је лаку коњицу како би избегао византијске снаге које су се спорије кретале, Саиф ел-Давла, је такође био у моћућности да покреће разарајуће нападе дубоко у Византијска подручја, међутим, ус војим походима заобилазио је утврђена подручја, и тада није успео да угрози византијску контролу над њеним недавно ослобођеним подручјима.Међутим, након 955. године, ситуација је почела да се мења: не-ефикасни Бардас Фока смењен је и својим далеко способнијим сином, Нићифором, под чијим је личним надзором Византијска војна опрема унапређена и побољшана, и чије је редове попунио Јерменима, чију је обуку је вишеструко појачао. Ново Византијско заповедништво, које такође укључивао Нићифоровог брата Лава и његовог нећка Јована Цимискија, одлучило се за чеону (фронталну) странтегију и започело са пустошењем дубоко у Хамданидској територији.

## Цимискијеви препади и битка код Рабана
У пролеће 965. године, Саиф ел-Давла је предухитрио Византице у њиховом плану за напад на Амиду у Џазири, и први напао византијске територије. Цимискије је тада заузо пролаз у позадини Саифа ел-Давлових снага, и напао га на његовом повратку. Тешка борба која се водила, током обилних падавина, узроковала је Муслиманску победу и Цимискијев губитаке од око 4 000 људи. Међутим, у исто врме, Лав Фока напао је Сирију поразивши и заробивши Саиф ел Давловог нећака, кога је након тога оставио за собом на месу где је и заробљен.Године 957, Нићифор је заузео и сравио са земљом тврђаву Хадата, а наредног пролећа опустошио је Џазиру.
Тамо је, заузео тврђаву Даре, и извојевао разарајућу победу близу Амиде над војском предвођеном Саиф ел Давловим омиљеним заповедником, Черкезом Нађом. Од Нађиних 10,000 војника, Цимискије је према извештајима половину побио а више од половине преживелих заробио.
Појачан са још војске под командом паракоименоса Василија Лакапина, у Јуну, Цимискије је сравнио Самосту, и утврђење Рабан јужно од Хадата. Ка том месту пошао је и Саиф ел-Давла како би му се лично супротставио. Битка која је уследила(која се одиграла између 18. октобра и 15. децембра 958. год) праћена је тешким борбама-Саиф ел-Давлов рођак и дворски песник Абу Фирас је према казивању сломио два копља у свом првом јуришу-али су на крају, Византијске санаге ипак успеле да надјачају и сломе муслиманску војску, која се разбежала. Многи од Саифових дворана сапутика и војика-робова били су прогоњени од стране византијске потере која им је била за петама, док је преко 1 700 његових коњаника заробљено и парадно спроведено улицама Царигрда.

## Последице
Победа код Рабана јасно је показала да су Византијци, оставрали премоћ и контролу над Хамданидима.Њихов успех омогућио им је да задрже контролу над Самостатом, што је значило да су се пробили кроз јако утврђено погранично подручје које је штитило северну Сирију.Па ипак, Хамданидски владар је и даље под својом контролом задржао још увек моћну восјку и био је још увек довољно способан да покреће походе на византијске територије, све док није доживео катастрофалан пораз у новембру 960. год, од руке Лава Фоке. Након тога, војна снага Хамданида била је скршена, Киликија је анектирана од стране Византијаца у периоду од 964-965. год, а чак је и сам Алепо накратко био заузет од стране Византијаца 962. године.